# Puna (ecorregião)

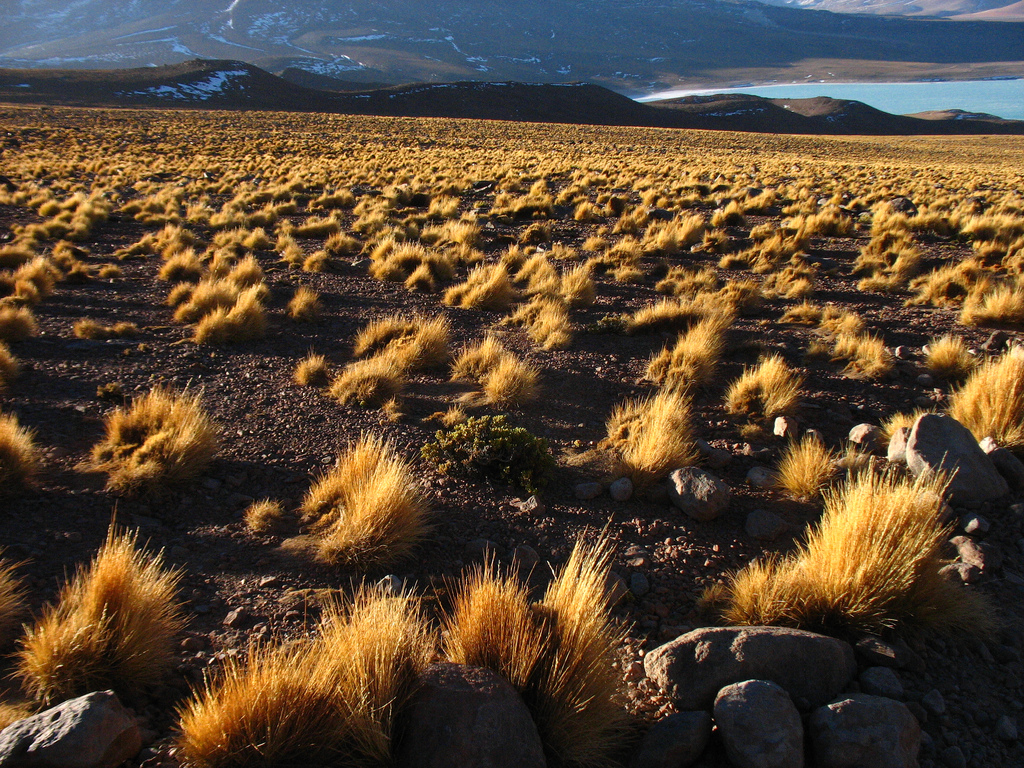
Palha stipa ichu em Potosí, Bolívia.

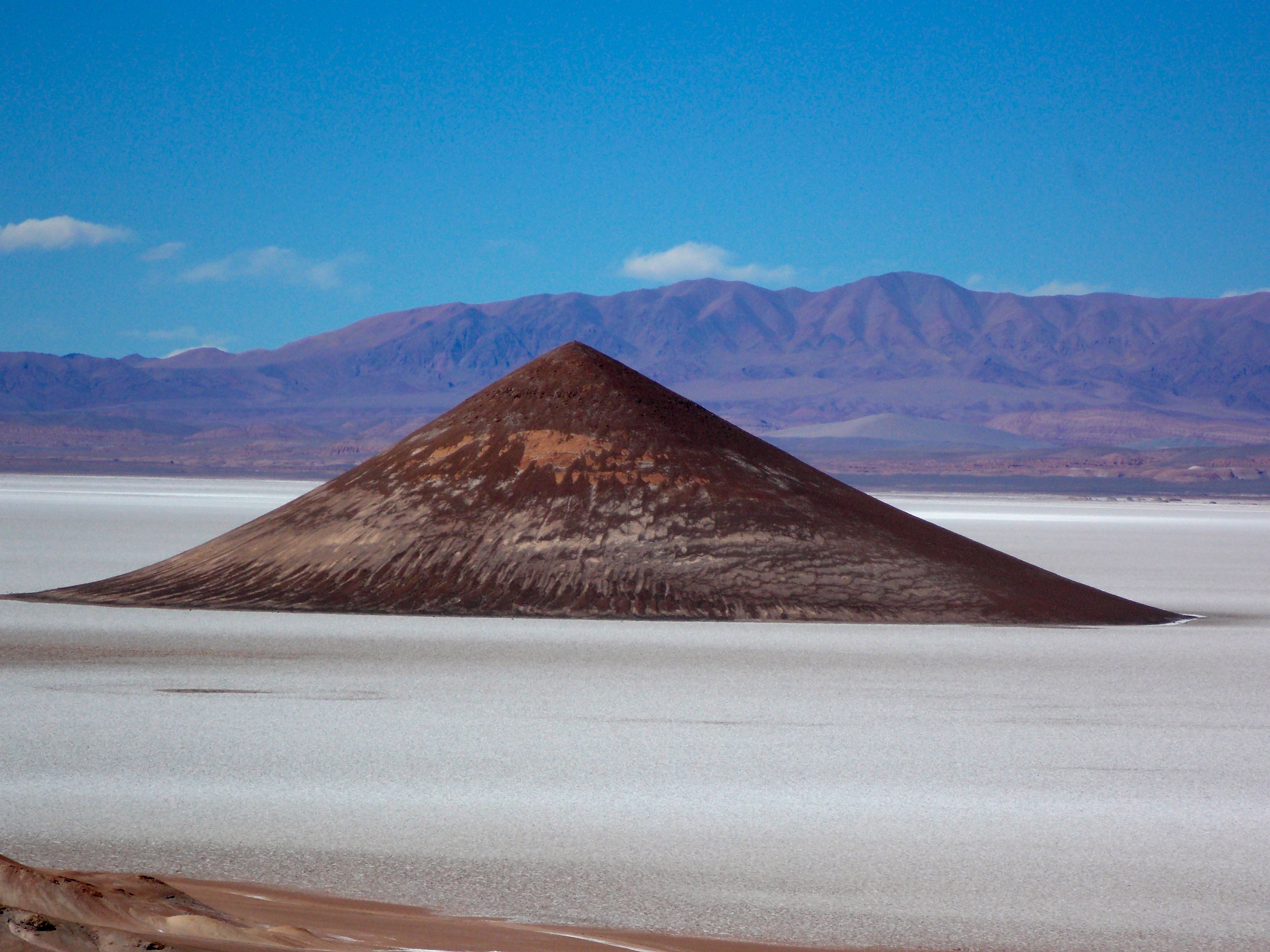
Cono de Arita na Tolar Grande (Argentina).

A ecorregião da Puna é um bioma das pastagens e matagais de montanha, que encontramos na Cordilheira dos Andes central. Estende-se pelo Altiplano do Peru, da Bolívia e do Chile e pelo norte da Argentina, acima dos 3000 – 3500m de altitude e abaixo dos 4500 – 5000m,  zona das neves permanentes. Compreende a puna húmida (com precipitações acima dos 400mm anuais), a puna seca (precipitações entre os 250 e 400mm) e puna desértica (abaixo dos 250mm).
A vegetação predominante é a da estepe arbustiva, com matagais, arbustos (polylepis), matas dispersas, prados de gramíneas (stipa ichu, festuca) .

## Etimologia
O termo  puna  se origina de  quíchua e significa 'região montanhosa'. A cidade de Puno tem a mesma origem etimológica e o "mal da puna" ou simplesmente "a puna" é uma referência ao Mal da montanha ou doença da altitude.

## Clima
O clima da puna em geral é um clima de montanha, que baseado na sua temperatura também é clima frio e de acordo com sua precipitação apresenta clima seco; no entanto, diferentes variações são observadas de acordo com a posição geográfica e altura, de modo que nas áreas mais baixas pode ser um clima temperado alto e nos andares superiores clima alpino, semelhante ao clima de tundra polar. A puna apresenta elevada secura atmosférica, sendo um pouco quente durante o dia e bastante fria à noite. Geralmente apresenta precipitações de verão com chuva, granizo e neve de dezembro a abril, principalmente nos meses de janeiro e fevereiro (também denominado inverno andino), o que determina um clima úmido nesta época.

## Tipos de puna

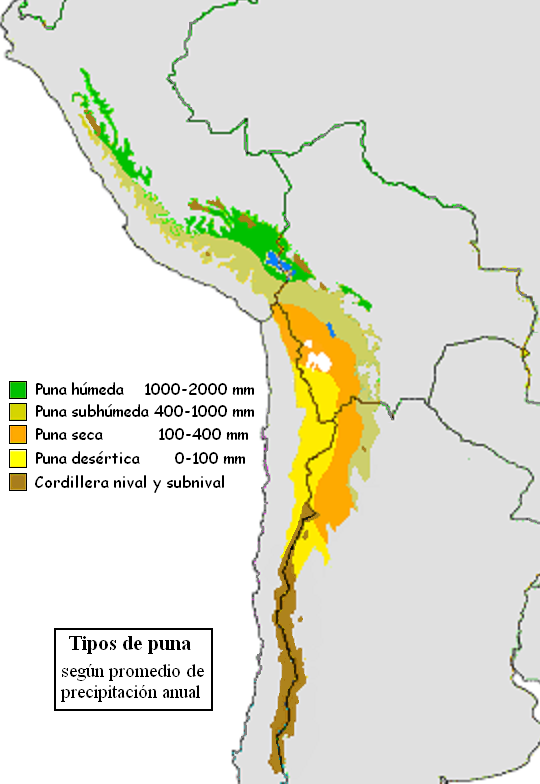
Tipos de puna de acordo con a umidade média.

De acordo com o clima existem vários tipos de puna, em geral é mais úmida para o norte e leste, e mais árida para o sul e oeste, de modo que de acordo com as chuvas, dois tipos podem ser definidos em geral: puna úmida e árida. puna. Otra clasificación define tres tipos: húmeda, seca y desértica, a que outros autores acrescentam a puna sub-úmida ou semi-úmida; resumindo da seguinte forma:
- 'Puna úmida ou setentrional:'  Apresenta chuvas superiores a 400 mm por ano e há rios e lagoas abundantes de origem glacial.
  -  'Puna Úmida:'  propriamente dita: Os ventos úmidos que atingem o oeste da região atlântica, ao se condensar pelo frio, podem causar chuvas de até 2.500 mm por ano, com início em outubro e duração Até abril. Durante o resto do ano, a área fica seca.
  -  'Puna sub-úmida:'  Ou puna semi-úmida, intermediária entre a puna úmida propriamente dita e a puna seca.

- 'Puna árida, meridional ou xerófita:'  É a região das grandes salinas ( puna seca  segundo o WWF). Apresenta chuvas inferiores a 400 mm por ano, embora sua delimitação apresente diferenças segundo os autores.
  -  'Puna Seca:'  Possui poucos rios e lagoas com destaque para as salinas. Possui precipitações entre 100 e 400 mm.[6]
  -  'Puna desértica:'  É uma referência à puna atacamenha com chuva quase zero ou menos de 100 mm. Não existem rios ou lagoas permanentes.

## Características regionais

### Argentina

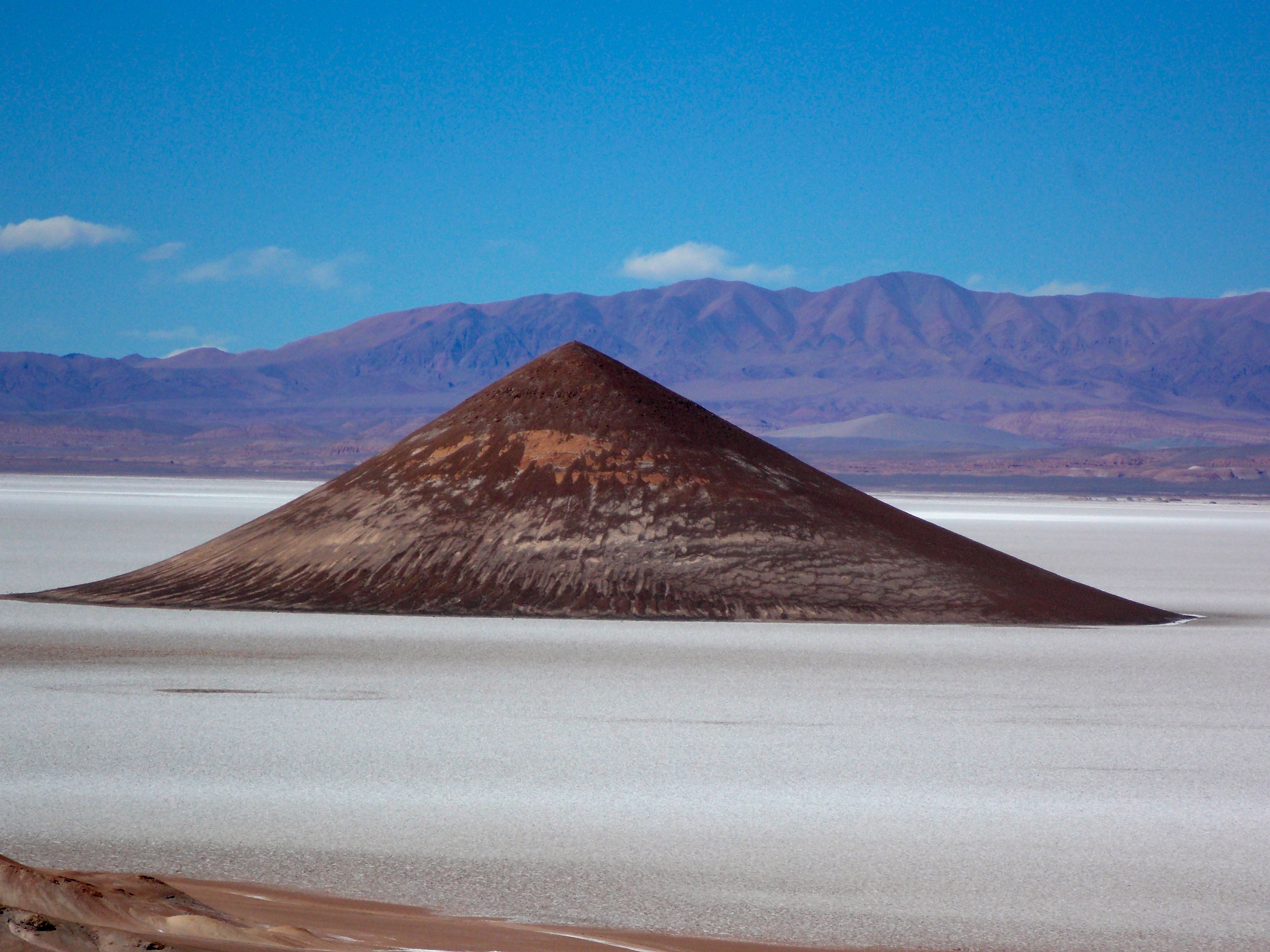
Cono de Arita no Salar de Arizaro, província de Salta (Argentina).

A Puna é dominada por cadeias de montanhas e vulcões que se elevam a mais de 6.000 metros acima do nível do mar, com bacias endorréicas que criaram grandes lagoas como a  Pozuelos, na província de Jujuy e várias salinas como as Salinas Grandes] e o Salar de Olaroz na província de Jujuy, do Salar de Arizaro, Salar de Pocitos e  o Salar de Antofalla nas Províncias de Salta e Catamarca.
Ventos úmidos penetram de um quadrante nordeste-leste. Estas colidem com as primeiras cordilheiras do Piemonte (que na Argentina é conhecido como Precordilheira ou Serras Subandinas), onde geram chuvas de até 1000 mm por ano. Quando os ventos cruzam a primeira cordilheira, em direção aos vales andinos, vão prolongando gradativamente a estação seca até que desapareça a precipitação no planalto do altiplano. O sistema de drenagem, geralmente endorico, forma numerosas bacias fechadas onde o escoamento escoa para as salinas.
A puna argentina abriga áreas protegidas como a Lagoa Los Pozuelos]], a Laguna Blanc] e parques  Los Cardones e  San Guillermo.
O Altiplano argentino se estende pelas províncias de  Jujuy,  Salta e  Tucumán e termina na  Catamarca. As chuvas que caem nesta região variam de 0 a 200 mm, ou seja, pouca chuva, tornando-a o local mais seco da Argentina. .

### Bolívia
Possui temperatura média entre 0 e 10ºC em pisos sem neve. O gado é camelídeos, ovelhas e gado. É dividido em 2 regiões ecológicas, a puna meridional que é árida e a puna setentrional que é moderadamente chuvosa.
- 'Puna Sureña:'  Localizada no sudoeste do país, em  La Paz,  Oruro e  Potosí, é árido com precipitações que variam entre 50 e 400 mm por ano e com 6 a 12 meses áridos por ano. Tem extensas planícies altas, vulcões, vales, montanhas, dunas, o lago salgado Poopó e grandes salinas como  Uyuni (o maior do mundo) e [[Salar de Coipasa] | Coipasa]]. A vegetação predominante é de prados abertos (gramíneas), o matagal é aberto com arbustos e a floresta remanescente de keñua é a mais alta do mundo (5200 m). Nesta região existem áreas protegidas como o Parque Nacional Sajama e a Reserva Nacional de Fauna Andina Eduardo Abaroa. A puna meridional é subdividida em puna seca e puna desértica de acordo com sua aridez.

- 'Puna Norteña:'  Atravessa o país do Lago Titicaca ao sul, é sazonalmente úmido com precipitações entre 400 e 1600 mm e de 3 a 6 meses áridos por ano. Possui planaltos elevados, cordilheiras, encostas, vales glaciais, lagoas e picos rochosos. A vegetação é de pastagens mais ou menos densas, arbustos, pradarias, tundra, bofedal, remanescentes florestais de "Polylepis" e " Puya". Suas áreas protegidas são os parques Nacional Madidi e  Nacional Tunari, entre outros. A puna setentrional é subdividida em puna úmida, puna semi-úmida e puna alta andina da cordilheira oriental.

### Chile

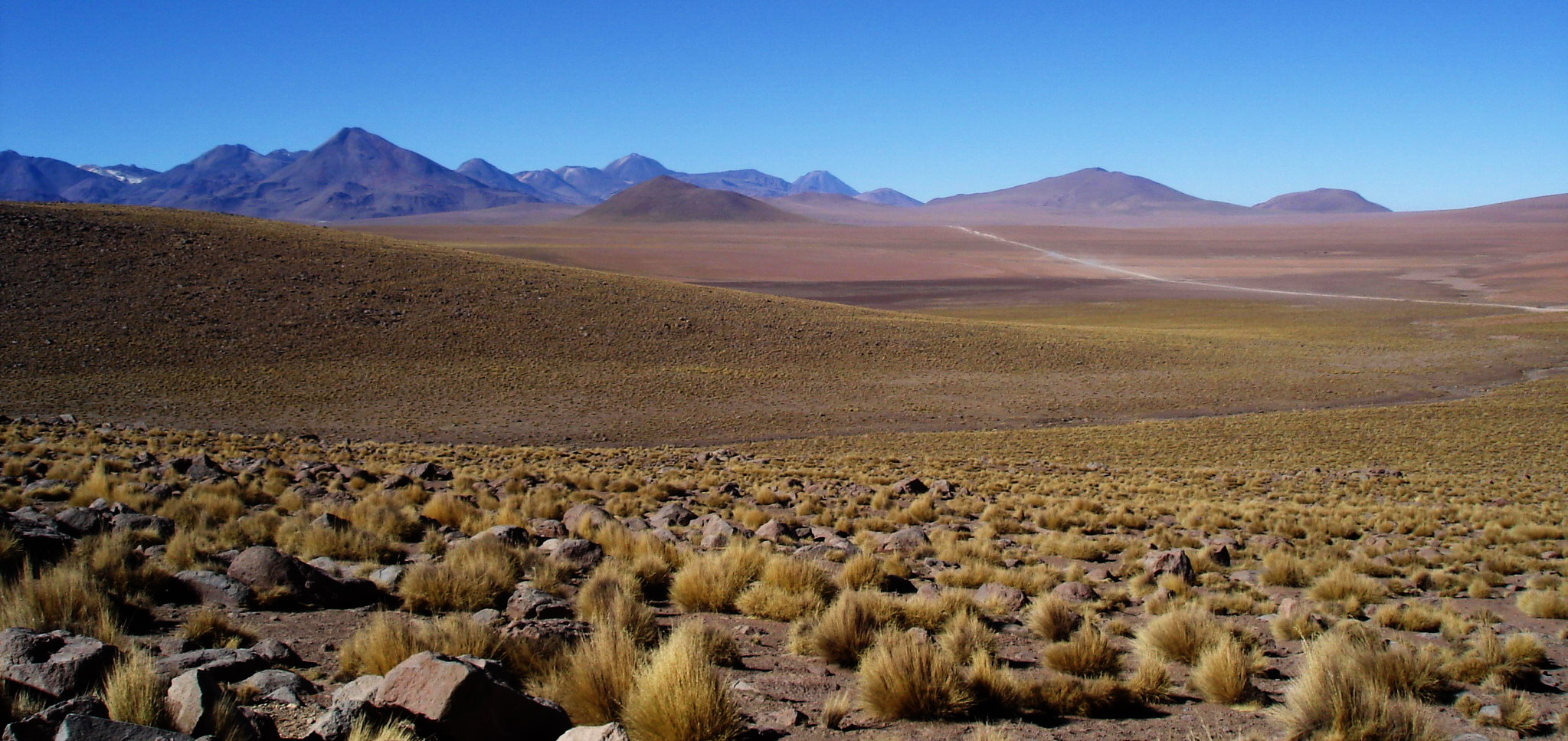
Altiplano chileno.

O planalto andino chileno ocupa as regiões XV, I, II e III, de 17º30 'a mais de 27ºS. Faz parte da ecorregião "Puna Seca dos Andes Centrais", também chamada de ecorregião "Província da Alta Tundra da Puna Altiplânica". As chuvas ocorrem de dezembro a março, com decréscimo de norte a sul, que embora sejam no verão costumam ser chamadas de "inverno boliviano". O clima é árido e frio e é classificado como um clima de alto deserto e estepe. Os biomas variam do deserto extremo à pradaria e matagal de montanha, onde predominam os pajonales (gramíneas altas).
Nesta região, as áreas selvagens de  Lauca, Salar de Surire, Reserva Nacional Las Vicuñas, Parque Nacional Volcán Isluga, [Parque Nacional Llullaillaco, Reserva Nacional Los Flamencos, Reserva Nacional Alto Loa e  nevado Três Cruzes .

### Peru

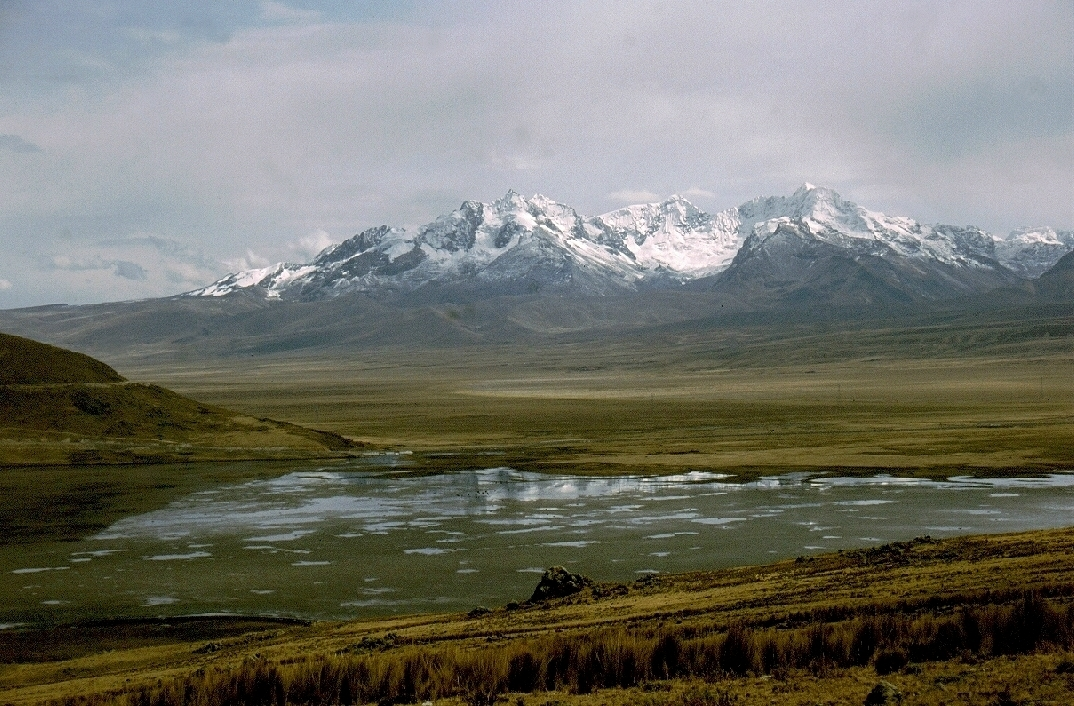
Panorama da laguna Conococha, aos pés da Cordillera Blanca(puna úmida). Ancash, Peru.

O uso popular do termo "puna" no Peru define o mais alto da região andina habitável, onde os pajonales (gramíneas como  ichu) reinam. Principal alimento da auquénidos como a  vicuña e para o pastoreio de  lhamas e alpacas, e onde a agricultura é incipiente devido às geadas de inverno, crescendo  batatas amargas e cevada. Essas características são comuns a partir de uma altitude de 4000 metros acima do nível do mar, embora na latitude do planalto de Collao, o planalto se estenda por 3800 metros acima do nível do mar. A altitude limite superior pertence à neve perpétua de 4800-5200 metros acima do nível do mar.

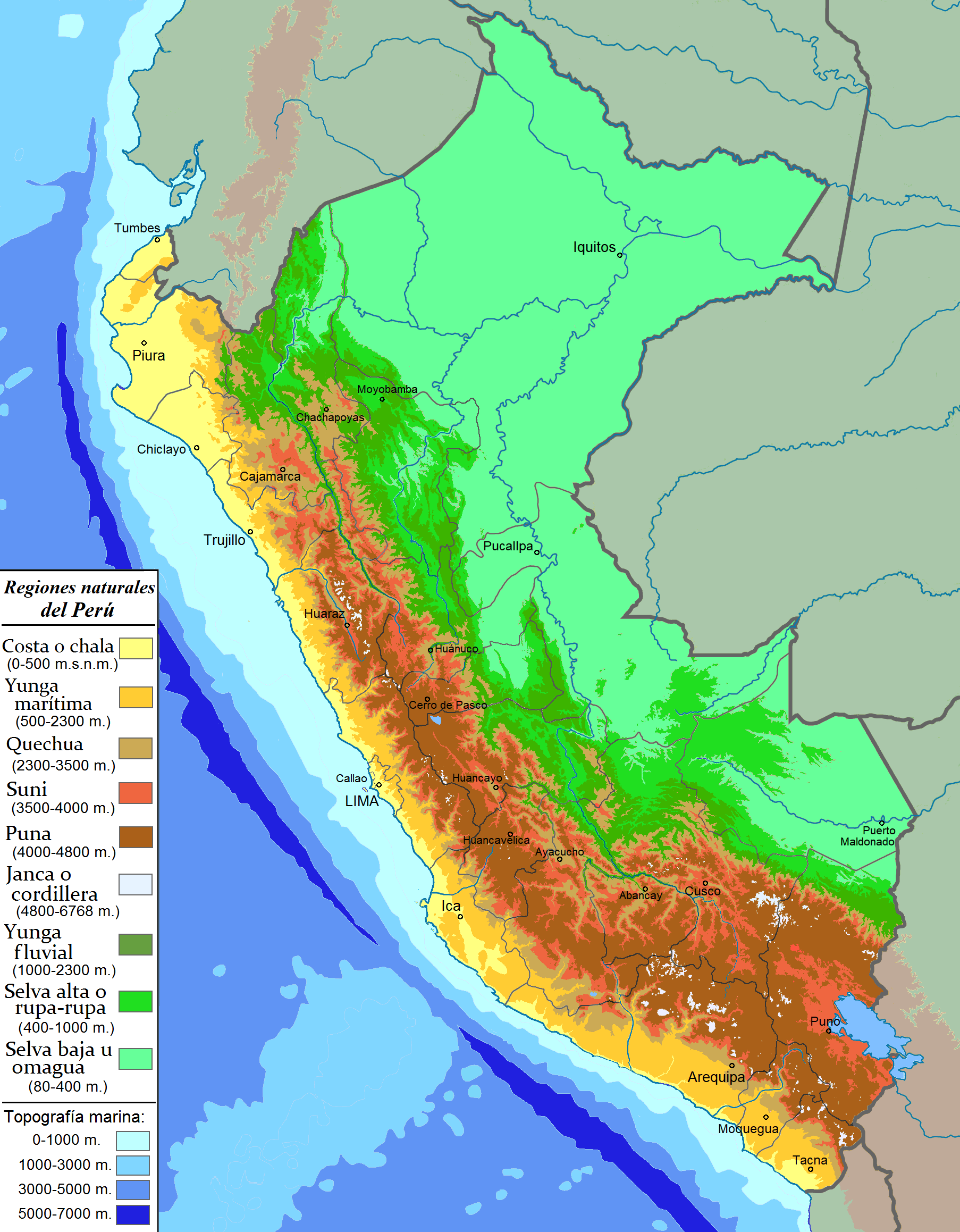
Em marrom, região de Puna de acordo com os parâmetros de Javier Pulgar Vidal

De acordo com  Pulgar Vidal a puna está localizada entre 4000 e 4800 metros acima do nível do mar, acima da região de suni e abaixo da região de janca. Por outro lado,  Brack Egg considera a puna uma ecorregião acima de 3800 metros acima do nível do mar e o  WWF usa parâmetros semelhantes. Por outro lado, os estudos da Comunidade Andina utilizam altitudes mais baixas, da ordem de aproximadamente 3.300 metros acima do nível do mar, já que nessa altura os limites são considerados com as Yunga] ao leste e as desertos subandinos a leste.
O relevo é diverso, composto em sua maioria por planaltos andinos, já que além do planalto andino existem os planaltos de Bombón, Planalto de Conococha, Castrovirreina, Parinacochas e muitos mais para o centro do país. Estima-se que tenha cerca de 12.000 lagos e lagoas, a maioria de água doce e algumas salobras. A 4338 metros acima do nível do mar, encontramos Cerro de Pasco, a cidade com mais de 50.000 habitantes. mais alto do mundo. A temperatura varia entre 20ºC e -25ºC (a menor registrada no Peru) e a temperatura média anual está entre 7ºC e 0ºC. A precipitação média é de 700 mm por ano, com chuvas de verão de dezembro a março e invernos secos com geadas noturnas. Os solos predominantes são andossolos e paramosóis, e ao sul vulcânico. Acima de 5200 metros acima do nível do mar estão as montanhas cobertas de neve da cordilheira e as geleiras.
Entre as áreas protegidas da puna peruana estão Pampa Galeras, Santuário Nacional Huayllay, Santuário Histórico de Chacamarca, Reserva Nacional Junín,  Parque Huascarán, Reserva Nacional Titicaca, Salinas e Aguada Blanca, Reserva paisagística de Nor Yauyos-Cochas e Santuário Nacional  de Calipuy.